# Narcyz Figietti
Narcyz Stojanowicz Figietti (także Figietty) herbu Zaremba (ur. 1823 w Klwatce Królewskiej, zm. 1891 w Wojnarowej) – major w powstaniu styczniowym, uczestnik powstania węgierskiego 1848.
Urodził się w 1823 w Klwatce. Pochodził z włoskiej rodziny nobilitowanej w I Rzeczypospolitej w 1790.
W 1849 walczył w armii siedmiogrodzkiej gen. Józefa Bema. Wyemigrował do Turcji, później do Francji, gdzie wstąpił do Legii Cudzoziemskiej i podjął służbę w Afryce.
23 stycznia 1863 na czele 140 ludzi przeprowadził brawurowy atak na kompanię saperów rosyjskich w Jedlni. Mianowany przez gen. Mariana Langiewicza majorem, walczył pod Wąchockiem, Suchedniowem, Borzęcinem, Kowalą, Rusnowem, Wirem, Jeziorkami i Solcem. Pod Wirem ranny w rękę.
Po upadku powstania zajmował się prowadzeniem gospodarstwa rolnego.